# 萩浦小學校前站
萩浦小學校前站（日语：／ Hagiurashōgakkō-mae Eki */?）是位於富山縣富山市西宮町，富山地方鐵道富山港線的電車站。車站編號為C36。

## 歷史
- 1936年（昭和11年）12月27日 - 富岩鐵道線高等學校前站至東岩瀨站之間開設西之宮信号號[2]。同時，同線西之宮信號所至岩瀨埠頭站（後來為富山港站（日语：富山港駅））之間開通[2]。
- 1939年（昭和14年）2月8日 - 西之宮信號所廢止，日滿工場前站啟用，該站為旅客車站[3]。
- 1941年（昭和16年）12月1日 - 在公司合併後，成為富山電氣鐵道富岩線車站[4]。
- 1943年（昭和18年）
  - 1月1日 - 公司改名，成為富山地方鐵道富岩線車站[4]。
  - 6月1日 - 被國有化，成為鐵道省（國鐵）富山港線車站，同日改名為大廣田站[5][3]。當時車站只限處理旅客和手提行李，不會進行配送[5]。
- 1945年（昭和20年）1月11日 - 營業範圍修正，開始處理專用線到發的車載貨物[6]。
- 1947年（昭和22年）6月1日 - 營業範圍修正，不再處理專用線到發的車載貨物[7]。
- 1950年（昭和25年）2月10日 - 營業範圍修正，開始處理專用線到發的車載貨物[8]。
- 1958年（昭和33年）
  - 4月10日 - 營業範圍修正，不再處理專用線到發的車載貨物[9]。
  - 8月1日 - 營業範圍修正，不再處理手提行李手[10]。
- 1972年（昭和47年）10月1日 - 成為無人車站[11]。
- 1986年（昭和61年）11月1日 - 此站至富山港站之間的貨物運輸廢止[12]。
- 1987年（昭和62年）4月1日 - 伴隨國鐵分割民營化，車站由西日本旅客鐵道（JR西日本）營運[3]。
- 1989年（平成元年）3月8日 - 車站大樓翻新工程完成，舉行了紀念典禮[13]。
- 2006年（平成18年）
  - 3月1日 - 車站廢止[4]。
  - 4月29日 - 富山輕軌接管富山港線，此站重開[4]。
- 2020年（令和2年）
  - 2月22日 - 隨著富山輕軌被富山地方鐵道收費合併，成為富山地方鐵道的電車站[14][15]。
  - 3月21日 - 車站改名為萩浦小學校前站[16]。

## 車站構造
電車站是地面車站，設有2面2線的相對式月台。上下行線分支點使用彈簧式轉轍器。
月台為低地台，月台上設有上蓋。在富山輕軌富山港線各車站中，月台上蓋牆身被稱為「個性化牆」，牆身會展示該車站的周邊文化和歷史。此電車站月台牆身是由森田雅人設計，內容以靜嘉亭和琴平神社作為主題。此電車站月台牆身由富山銀行贊助。

### 月台
| 月台 | 路線      | 方向       |
| ---- | --------- | ---------- |
| 1    | ■富山港線 | 岩瀨濱方向 |
| 2    | ■富山港線 | 富山站方向 |

### JR富山港線時代
當時為地面車站，設有1面1線的單式月台。在1972年（昭和47年）10月1日起成為無人車站。
在1989年（平成元年）3月8日落成的車站大樓總面積37.8平方米。新大樓較第一代車站大樓細。在1989年（平成元年）1月進行翻新工程時，由西日本旅客鐵道支付700萬日圓工程費用。
此站至東岩瀨站之間的站距只有450米，為當時日本國有鐵道各旅客鐵道線中最短站距。

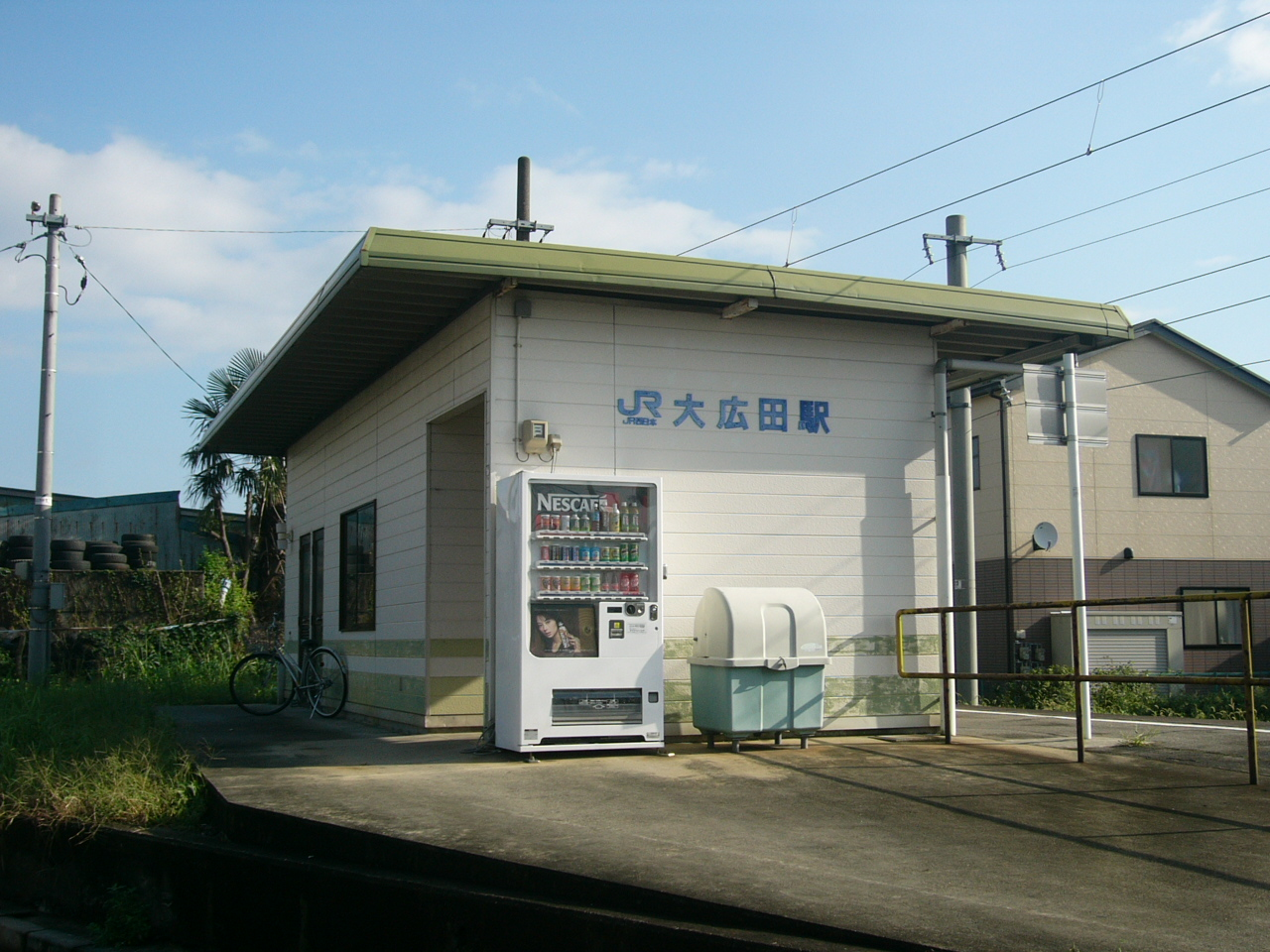
JR時代的大廣田站 （2005年10月）
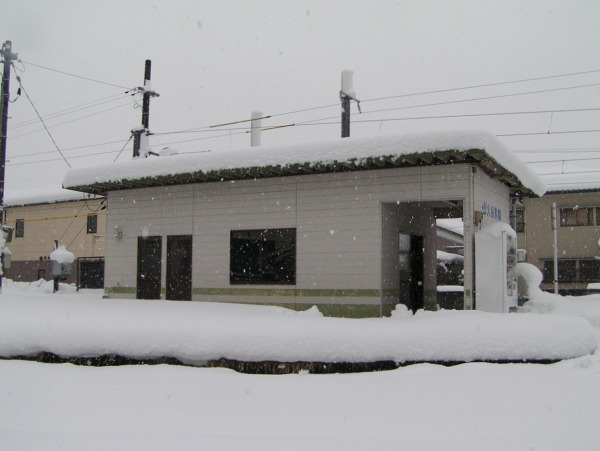
JR時代冬天的大廣田站 （2005年12月）

## 貨物起卸

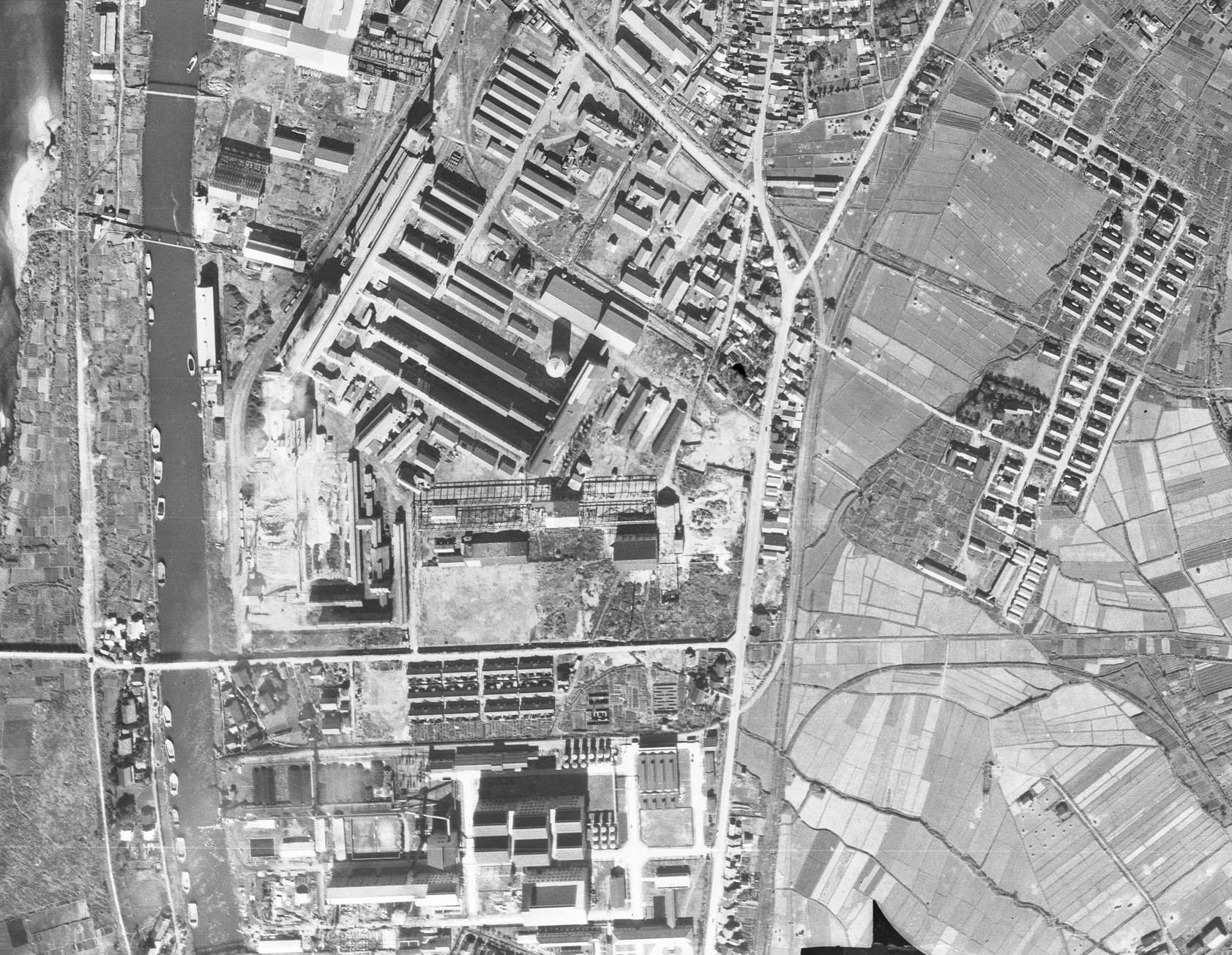
1952年（昭和27年）11月10日當時的航空照片

此站在1945年（昭和20年）1月11日起開始處理從專用線到發的車載貨物，在1947年（昭和22年）6月1日一度不處理上述貨物。後來在1950年（昭和25年）2月10日起再次處理專用線到發的車載貨物。連接此站的專用線包括了小野田水泥專用線，當時為了建設有峰水壩，水泥在此處經富山地方鐵道立山線運送往小見站。此站的貨物起卸業務在1958年（昭和33年）4月10日，蓮町站至富山操車場之間的北陸本線貨物支線開通而廢止，連接此站的專用線變由蓮町站管轄。
在1951年（昭和26年）12月15日《鐵道公報》第732號通報「關於專用線一覧（營業局）」別表中，設有以下連接此站的專用線。
- 倉敷人造絲線（第三方使用：日本通運，動力：私家機車，作業里程：0.6公里）

在1953年（昭和28年）10月10日《鐵道公報》第1254號通報專用線一覧別表中，設有以下連接此站的專用線。
- 倉敷人造絲線（第三方使用：日本通運，動力：私家機車，作業里程：0.6公里）

在1957年（昭和32年）3月27日《鐵道公報》第2258號專用線一覧中，設有以下連接此站的專用線。
- 倉敷人造絲線（第三方使用：日本通運，作業里程：0.6公里）
- 小野田水泥線（第三方使用：日本通運，作業里程：0.3公里）

## 使用狀況
根據《富山縣統計年鑑》，以下為各年度一日平均乘車人次：
| 年度               | 1日平均 乘車人次 |
| ------------------ | ---------------- |
| 2005年（平成17年） | 52               |
| 2004年（平成16年） | 53               |
| 2003年（平成15年） | 45               |
| 2002年（平成14年） | 46               |
| 2001年（平成13年） | 59               |
| 2000年（平成12年） | 79               |
| 1999年（平成11年） | 89               |
| 1998年（平成10年） | 93               |
| 1997年（平成9年）  | 97               |

## 車站周邊
- 富山北消防署
- 富山北警署（日语：富山北警察署）
- 富山市立萩浦小學（日语：富山市立萩浦小学校）
- 昭和電工陶瓷（昭和電工集團）富山工場
- 新日本海重工業富山工場
- 富山第一銀行（日语：富山第一銀行）北之森分店
- 北之森購物中心
- 富山北郵局（日语：富山北郵便局）
- 富山市萩浦地區中心
- 富山縣岩瀨運動公園（日语：富山県岩瀬スポーツ公園）
- 富山市立岩瀨中學（日语：富山市立岩瀬中学校）
- 富山縣立富山北部高等學校（日语：富山県立富山北部高等学校）
- 國道415號（日语：国道415号）
- 富山縣道1號富山魚津線（日语：富山県道1号富山魚津線）
- 富山縣道30號富山港線（日语：富山県道30号富山港線）
- 萩浦橋

## 相鄰電車站
富山地方鐵道
■富山港線
蓮町（馬場紀念公園前）（C35）－萩浦小學校前（C36）－東岩瀨（C37）

### 曾經存在的路線
日本國有鐵道（國鐵）
富山港線（貨物支線）
大廣田－富山港

## 注腳
1. ↑  .   [2021年4月19日]. （原始内容存档于2021年3月5日） （日语）.
2. 1 2  《官報》（426頁），1937年（昭和12年）1月20日，內閣印刷局
3. 1 2 3  石野哲，《停車場変遷大事典　国鉄・JR編II》（162頁），1998年（平成10年）10月，JTB
4. 1 2 3 4  今尾惠介監修，《日本鉄道旅行地図帳 全線・全駅・全廃線 6号》（35頁），2008年（平成20年）10月，新潮社
5. 1 2  昭和18年鉄道省告示第119号（《官報》，1943年（昭和18年）5月25日，大藏省印刷局）
6. 1 2  昭和20年運輸通信省告示第5號（《官報》，1945年（昭和20年）1月11日，大藏省印刷局）
7. 1 2  「運輸省公示第163號」《官報》1947年6月14日（國立國會國書館數碼化收藏）
8. 1 2  「日本国有鉄道公示第21号」《官報》1950年2月10日（國立國會國書館數碼化收藏）
9. 1 2  昭和33年日本國有鐵道公示第1122號（《官報》，1958年（昭和33年）4月7日，大藏省印刷局）
10. ↑  昭和33年日本國有鐵道公示第268號（《官報》，1958年（昭和33年）7月23日，大藏省印刷局）
11. 1 2  「西入善など6駅を無人化 金鉄局 東岩瀬は専用線扱い」，《北日本新聞》（17面），1972年（昭和47年）5月20日，北日本新聞社
12. ↑  昭和61年日本國有鐵道公示第139號（《官報》，1986年（昭和61年）10月30日，大藏省印刷局）
13. 1 2 3  富山市史編纂委員會編，《富山市史 編年史〈上巻〉》（465頁），2015年（平成27年）3月，富山市
14. ↑  . 日本経済新聞. 2020-02-21  [2020-02-22]. （原始内容存档于2020-02-22） （日语）.
15. ↑  . 日本経済新聞. 2019-10-01  [2020-02-22]. （原始内容存档于2019-10-05） （日语）.
16. ↑  . 富山ライトレール. 2020-02-14  [2020-02-22]. （原始内容存档于2020-02-17） （日语）.
17. 1 2  川島令三，《中部ライン 全線・全駅・全配線第7巻 富山・糸魚川・黒部エリア》（18和86頁），2010年（平成22年）10月，講談社
18. ↑  室哲雄，「日本初の本格的なLRTの導入・その成果と今後の展開――富山県富山市――」，《IATSS review》第34卷2號所收，2009年（平成21年）8月，國際交通安全學會
19. ↑  富山ライトレール記録誌編集委員会 (編). . 富山市. 2007: 75. ISBN 978-4306085152 （日语）.
20. 1 2  富山市監修・富山ライトレール記録誌編集委員会編，《富山ライトレールの誕生 日本的本格的LRTによるコンパクトなまちづくり》（87頁），2007年（平成19年）9月，富山市
21. ↑  相賀徹夫，《国鉄全線各駅停車7 北陸・山陰510駅》（173頁），1984年（昭和59年）1月，小學館
22. ↑  志村隆編，《JR全線・全駅舎 西日本編（JR東海・JR西日本・JR四国・JR九州》（103頁），2004年（平成16年）4月，學習研究社
23. ↑  「数字で見る国鉄」，《R》第19卷第1號所収，1977年（昭和52年）1月，交通協力會
24. ↑  「ありがとう富山港線、こんにちはポートラム」編集委員會編，《ありがとう富山港線、こんにちはポートラム》（97頁），2006年（平成18年）5月，TC出版
25. ↑  草卓人，「ダム建設と資材運搬」，《有峰の記憶》（203頁和204頁）所收，2009年（平成21年）8月，桂書房
26. ↑  北陸電力編，《常願寺川有峰発電計画工事誌》（75頁和83頁），1964年（昭和39年）12月，北陸電力
27. ↑  日本國有鐵道貨物局編，《専用線一覧表 昭和45年10月1日》（213頁），1970年（昭和45年），日本國有鐵道貨物局
28. ↑  名取紀之、瀧澤隆久編，《トワイライトゾ～ン・マニュアル8》（《レイル・マガジン》第16卷15號），1999年（平成11年）11月，Neko出版
29. ↑  名取紀之、瀧澤隆久編，《RM POCKET 11 トワイライトゾ～ン・マニュアルⅣ》，1995年（平成7年）10月，Neko出版
30. ↑  名取紀之、瀧澤隆久編，《RM POCKET 21 トワイライトゾ～ン・マニュアルⅦ》，1998年（平成10年）11月，Neko出版
31. ↑  統計年鑑 （页面存档备份，存于）（日語） - 富山縣

## 外部連結
- 萩浦小學校站 時間表PDF（日語） - 富山地方鐵道
- 大廣田站（日語） - 西日本旅客鐵道（存檔）